# Machimus ventralis
Machimus ventralis är en tvåvingeart som beskrevs av Martin 1975. Machimus ventralis ingår i släktet Machimus och familjen rovflugor.
Artens utbredningsområde är Honduras. Inga underarter finns listade i Catalogue of Life.